# BBC Bridge Companion

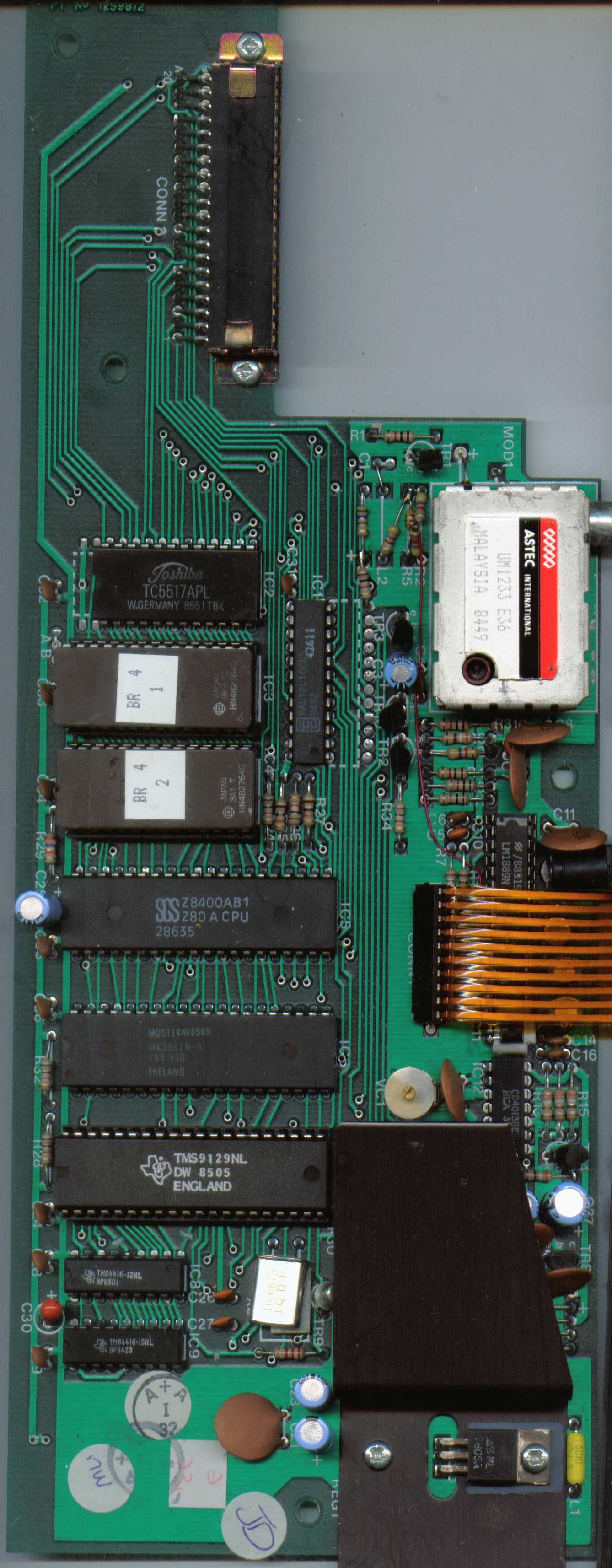
Circuit imprimé.

La BBC Bridge Companion est une console de jeux vidéo 8 bits conçue pour l'apprentissage du bridge. Elle a été lancée par BBC Enterprises Ltd au Royaume-Uni en 1985. Le système était vendu au détail pour 199,99 £.

## Liste des cartouches
- Advanced Bidding
- Advanced Defence
- Bridge Builder
- Club Play 1
- Club Play 2
- Club Play 3
- Conventions 1
- Duplicate 1
- Master Play 1